# 1040-е годы до н. э.
1040-е (ты́сяча сороковы́е) го́ды до на́шей э́ры по пролептическому юлианскому календарю — промежуток времени с 1 января 1049 года до н. э. по 31 декабря 1040 года до н. э., включающий с 1049 по 1041 годы 6-го десятилетия  и 1040 год 7-го десятилетия XI века 2-го тысячелетия до н. э. Им предшествовали 1050-е годы до н. э., за ними следовали 1030-е годы до н. э. Они закончились 3065 лет назад.

## События
- 1048 до н. э. — После 20 лет правления умирает царь Медонт и его сменяет его сын Акаст[нем.].
- 1046 до н. э. — В битве при Муе У-ван свергает династию Шан императора Ди Синь и основывает династию Чжоу (1045 до н. э. — 256 до н. э.).
- 1046 до н. э. — Цай Шу-ду становится первым правителем царства Цай.
- 1044 до н. э. — Смерть фараона Египта Смендеса I, сменённого двумя сорегентами Псусеннесом I и Аменемнису (Неферкара).
- 1041 до н. э. — Некоторые источники предполагают эту дату рождением царя Давида.